# Gesteelde lakzwam
De gesteelde lakzwam (Ganoderma lucidum) is een schimmel uit de familie Ganodermataceae. 

## Kenmerken

### Uiterlijke kenmerken
De gesteelde lakzwam heeft een eenjarig consolevormig vruchtlichaam dat zich van de meeste andere gelijksoortige zwammen onderscheidt doordat hij excentrisch aan het substraat bevestigd zit met een stevige, grillig gevormde steel met een glad, donker bruinrood oppervlak. Terwijl de meeste lakzwammen (Ganoderma) zijdelings op hun gastheer groeien, groeit de gesteelde lakzwam verticaal omhoog op zijn steel. De steel is 10 tot 25 centimeter hoog en heeft een doorsnede van 1 tot 3 centimeter.
De hoed is spatel-, nier- of waaiervormig, 2 à 3 centimeter dik en heeft meestal een doorsnede van circa 10 centimeter en kan tot 25 centimeter groot worden. De bovenzijde is concentrisch gezoneerd en heeft een indrukbare, lakachtig glanzende korst. De kleur varieert van oranjebruin en oker tot blauwpaars en zwartbruin. De rand is lichtgekleurd tot bruinrood.
Het hymenium bestaat een crème tot gelige laag buisjes van 5 tot 20 millimeter dik. Het heeft een dichtheid van vier tot vijf ronde poriën per vierkante millimeter. De sporenafdruk is bruin. Het crèmegekleurde vlees van de zwam is taai en kurkachtig.

### Microscopische kenmerken
De sporen zijn grote lijnen ellipsvormig, eivormig met een afgeknotte basis en een kleurloze kiemporie, geelbruin, wratvormig, met afmetingen van 7–11 × 6–7 μm.

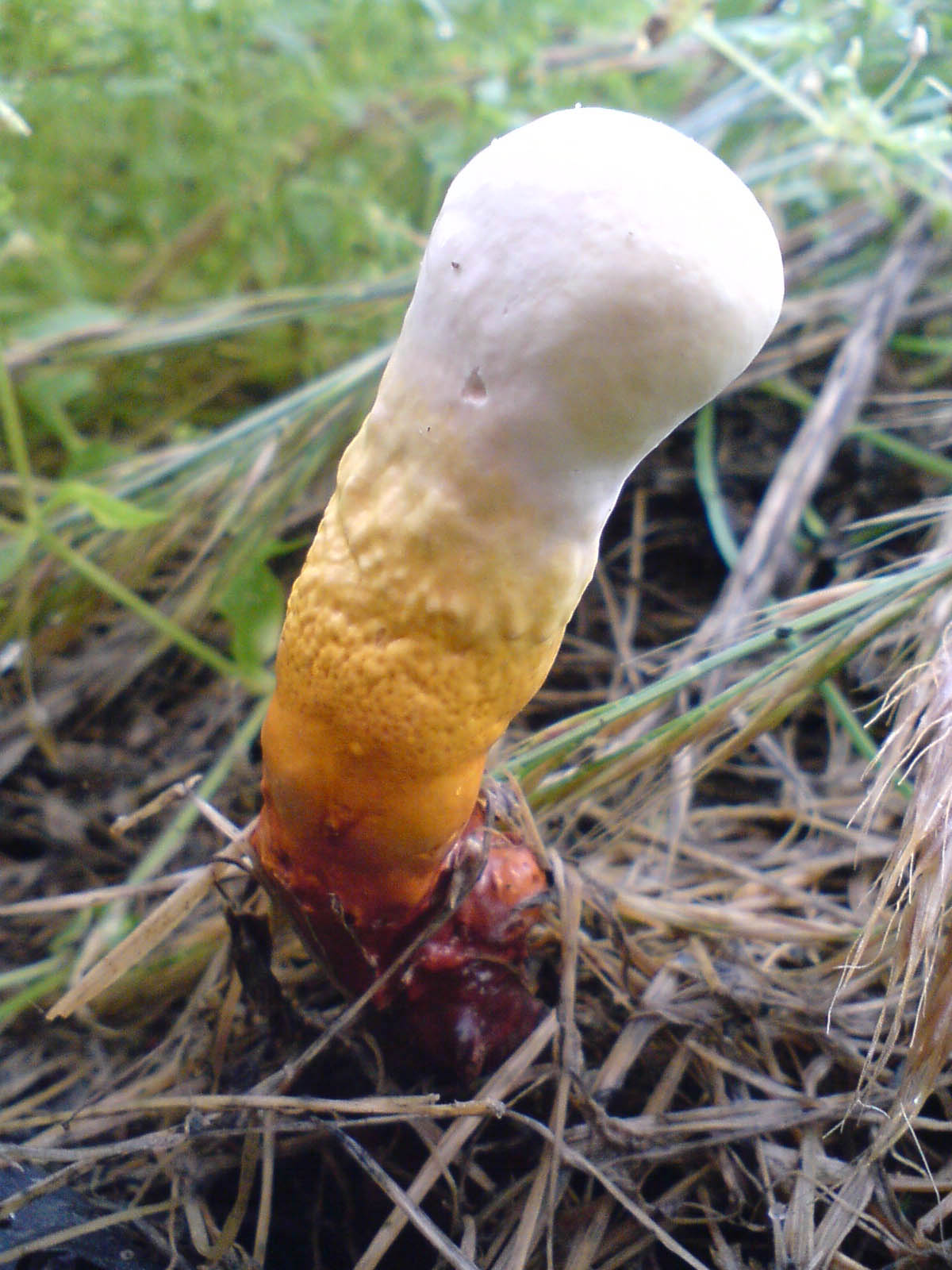
Jong vruchtlichaam
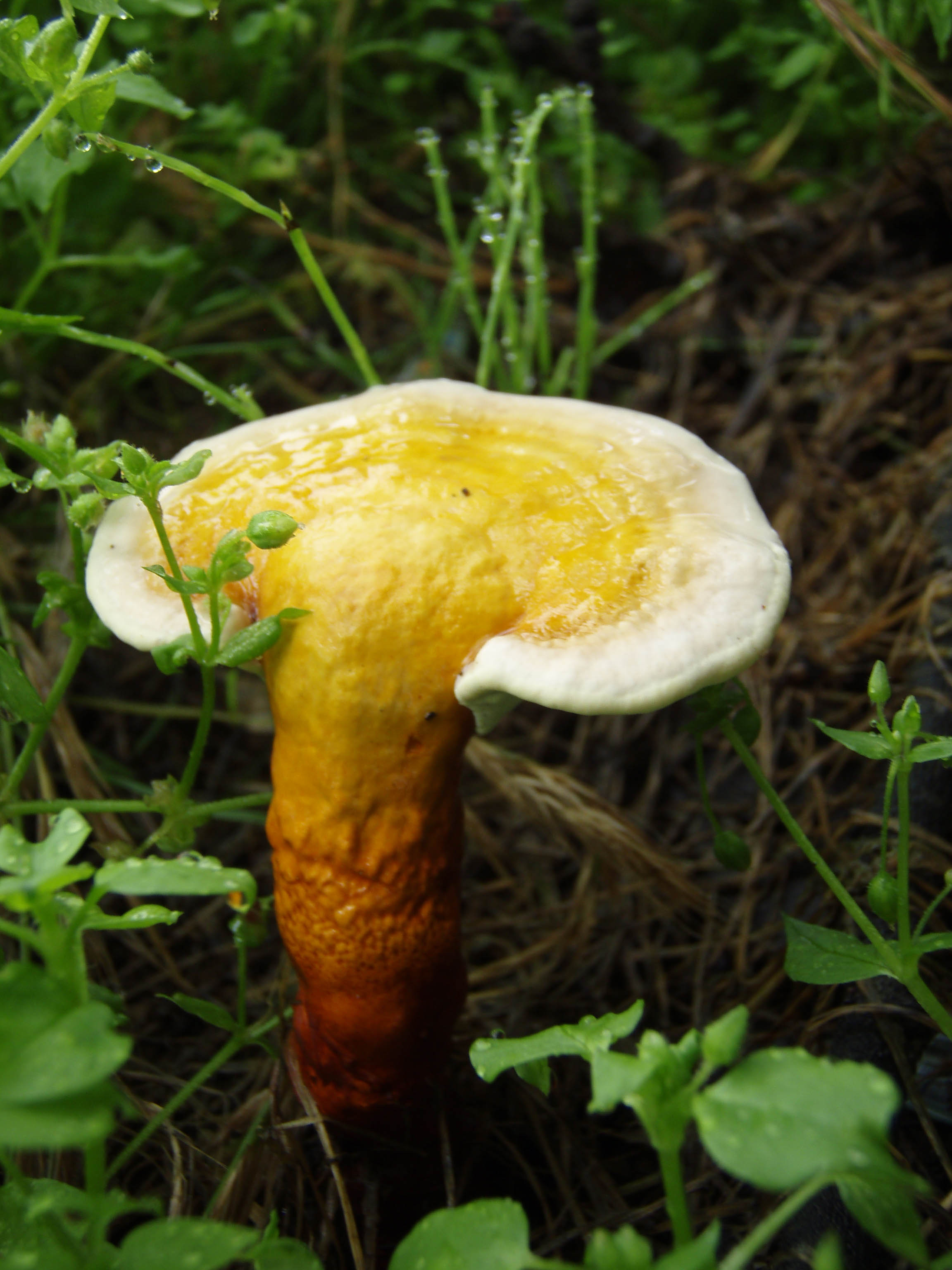
De zwam groeit opgericht als een cobra omhoog.
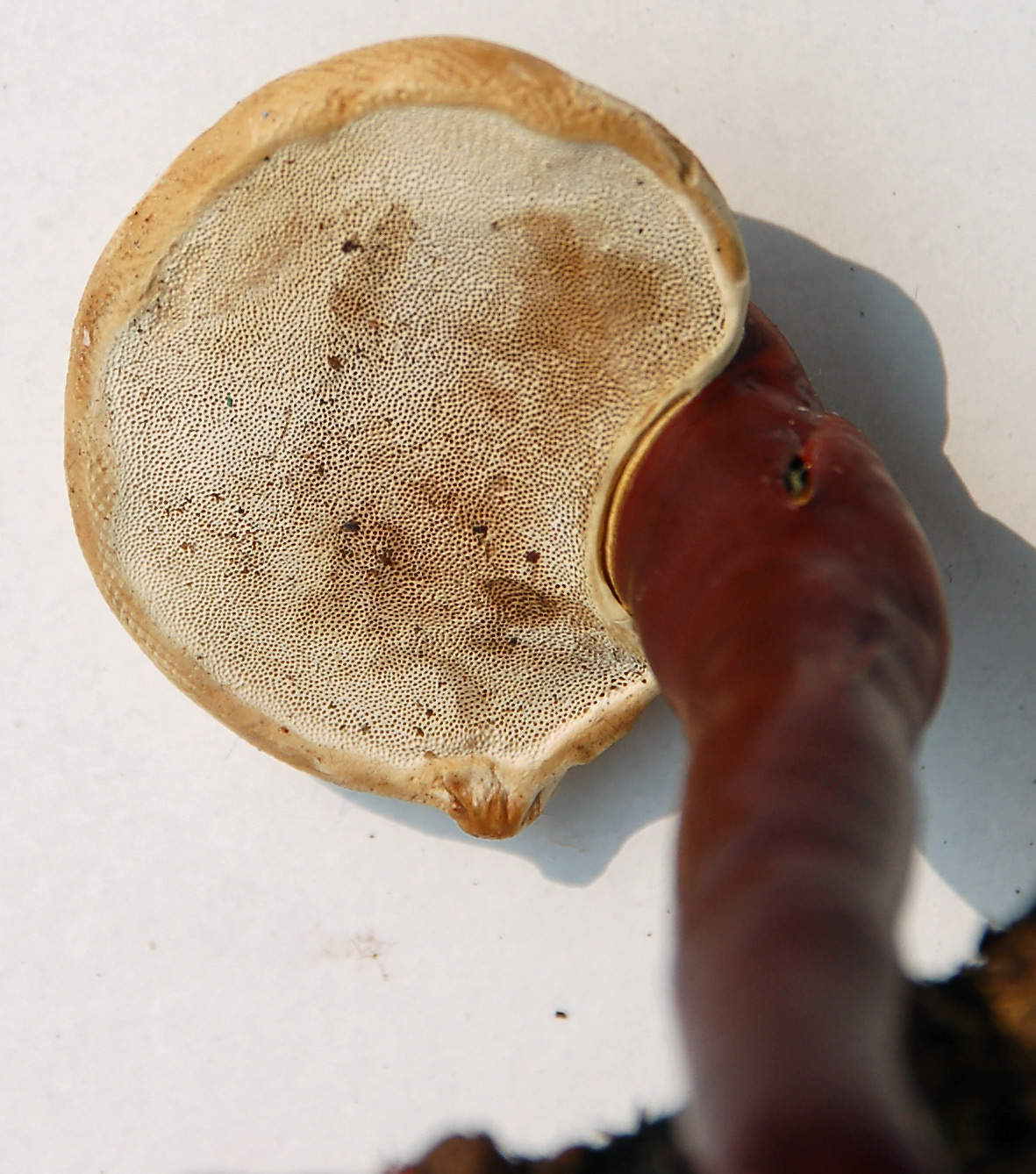
Onderzijde van het hymenium

## Leefwijze
De gesteelde lakzwam is een zwakteparasiet die groeit aan de voet, in boomholtes of op stronken van verzwakte en dode loofbomen, voornamelijk beuken, eiken, populieren en paardenkastanjes.